# ديك غرين
ديك غرين (بالإنجليزية: Dick Green)‏ هو لاعب كرة قاعدة أمريكي، ولد في 21 أبريل 1941 في سيوكس سيتي في الولايات المتحدة.

## وصلات خارجية
- ديك غرين على موقعبيزبول رفرنس.كوم (الدوري الرئيسي) (الإنجليزية)
- ديك غرين على موقع قاعة داكوتا الجنوبية للمشاهير الرياضية (الإنجليزية)